# Martin Erhard (Eishockeyschiedsrichter)
Martin Erhard (* 1938 in Hohenfurch; † 7. Juli 2013) war ein deutscher Eishockeyspieler und -schiedsrichter. Er ist seit 2004 Mitglied der Hall of Fame Deutschlands und Träger des Bundesverdienstkreuzes am Bande.

## Karriere
Martin Erhard war von 1956 bis 1964 im Kader der 1. Mannschaft des SV Hohenfurch. 1964 begann er nach häufigen Verletzungen mit der Schiedsrichterkarriere, wobei sein Vorbild Franz Bader war.
Nachdem er schon Ende der 1960er Jahre als Schiedsrichter in der Bundesliga zum Einsatz gekommen war, bekam er 1973 die Internationale Lizenz. International zum Einsatz kam er unter anderem bei der B-Weltmeisterschaft 1975 in Sapporo, bei der A-WM 1976 in Kattowitz und 1977 in Wien.
Nach 1555 Spielen beendete er seine Karriere als aktiver Schiedsrichter bei einem Spiel in Landshut.